# Thomas Lumley, 2. Baron Lumley
Thomas Lumley, 2. Baron Lumley (* 29. September 1408; † 1. April 1485) war ein englischer Adeliger und Diplomat.

## Leben
Er war der Sohn des Sir John Lumley (1383–1421) aus dessen Ehe mit Felicia Redman, Witwe des John Wodecok. Sein Vater war der Sohn des Ralph Lumley, 1. Baron Lumley, der sich an einer Rebellion gegen Heinrich IV. (Haus Lancaster) nach dessen Thronübernahme beteiligt hatte, hierfür 1400 vom Parlament geächtet und hingerichtet wurde und dessen Titel und Ländereien von der Krone eingezogen wurden. Sir John Lumley hatte sich an den Frankreich-Feldzügen Heinrichs IV. beteiligt, hatte im November 1411 die Ländereien seiner Familie zurückerhalten und fiel 1421 in der Schlacht von Baugé, woraufhin der noch minderjährige Thomas Lumley die Ländereien, insbesondere Lumley Castle im County Durham erbte.
Thomas Lumley wurde unter König Heinrich VI. (Haus Lancaster) in den Jahren 1450 bis 1459 mit einigen diplomatischen Missionen beauftragt. Er agierte hier mehrmals als Unterhändler bei verschiedenen Verhandlungen mit den Gesandten des Königs von Schottland. Für seine Verdienste wurde er 1455 zum Verwalter von Scarborough Castle ernannt.
Nach der Krönung Eduards IV. aus dem Hause York im Juni 1461 schloss sich Thomas Lumley dem Hause York an. Es wird vermutet, dass dieser Wechsel der Seiten im Schicksal seines Großvaters begründet ist.
Thomas Lumley reichte 1461 eine Petition an das Parlament ein, um seinen Großvater, Ralph Lumley, zu rehabilitieren und dessen Adelstitel Baron Lumley, of Lumley Castle in the County of Durham, wiederzuerlangen. Diese Petition verlief erfolgreich und resultierte am 4. November 1461 in einem entsprechenden Act of Parliament. Diesen Parlamentsentscheid vorwegnehmend berief ihn Eduard IV. bereits erstmals durch Writ of Summons am 26. Juli 1461 als Baron Lumley zur nächsten Sitzung des House of Lords ein. Er wurde fortan regelmäßig zu den Sitzungen des House of Lords einberufen. Nach modernem Verständnis kann diese erste Einberufung als parallele Neuverleihung einer Barony by writ, neben dem wiederhergestellten Titel seines Großvaters, verstanden werden. Lumley wird deshalb manchmal als zugleich 2. und 1. Baron Lumley gezählt.
Auch unter Eduard IV. wurden ihm einige diplomatische Missionen übertragen, u. a. 1466 als Unterhändler bei Gesprächen mit König Jakob III. von Schottland. Inhalt dieser Gespräche waren unter anderem Heiratspläne, die Jakob III. verfolgte und die eine Person im nahen Umfeld Eduards IV. betrafen.
Während der Rosenkriege kämpfte Thomas Lumley 1459 bei der Schlacht von Blore Heath, 1461 bei der Schlacht von Towton und im Jahr 1464 auf der Seite des Richard Neville, 16. Earl of Warwick bei der Belagerung von Bamburgh Castle.

## Familie
Die Eltern von Thomas Lumley waren Sir John Lumley und Felicia, Tochter des Matthew Redman, Gouverneur von Berwick.

## Ehe und Nachkommen
Thomas Lumley war verheiratet mit Margaret, Tochter des Lord Harrington. Mit ihr hatte er vier Kinder:
- George Lumley, 3. Baron Lumley (1445–1507);
- Joan Lumley, ⚭ (1) Bertram Harbottle, of Horton, ⚭ (2) William Cowell;
- Margaret Lumley ⚭ Bertram Lumley, of Ravensworth;
- Elizabeth Lumley ⚭ William Tylliot, of Hayton.

Sein Enkel und Namensvetter, Thomas Lumley, heiratete 1477 Elizabeth Plantagenet, eine uneheliche Tochter von König Eduard IV.